# 龐培門廊

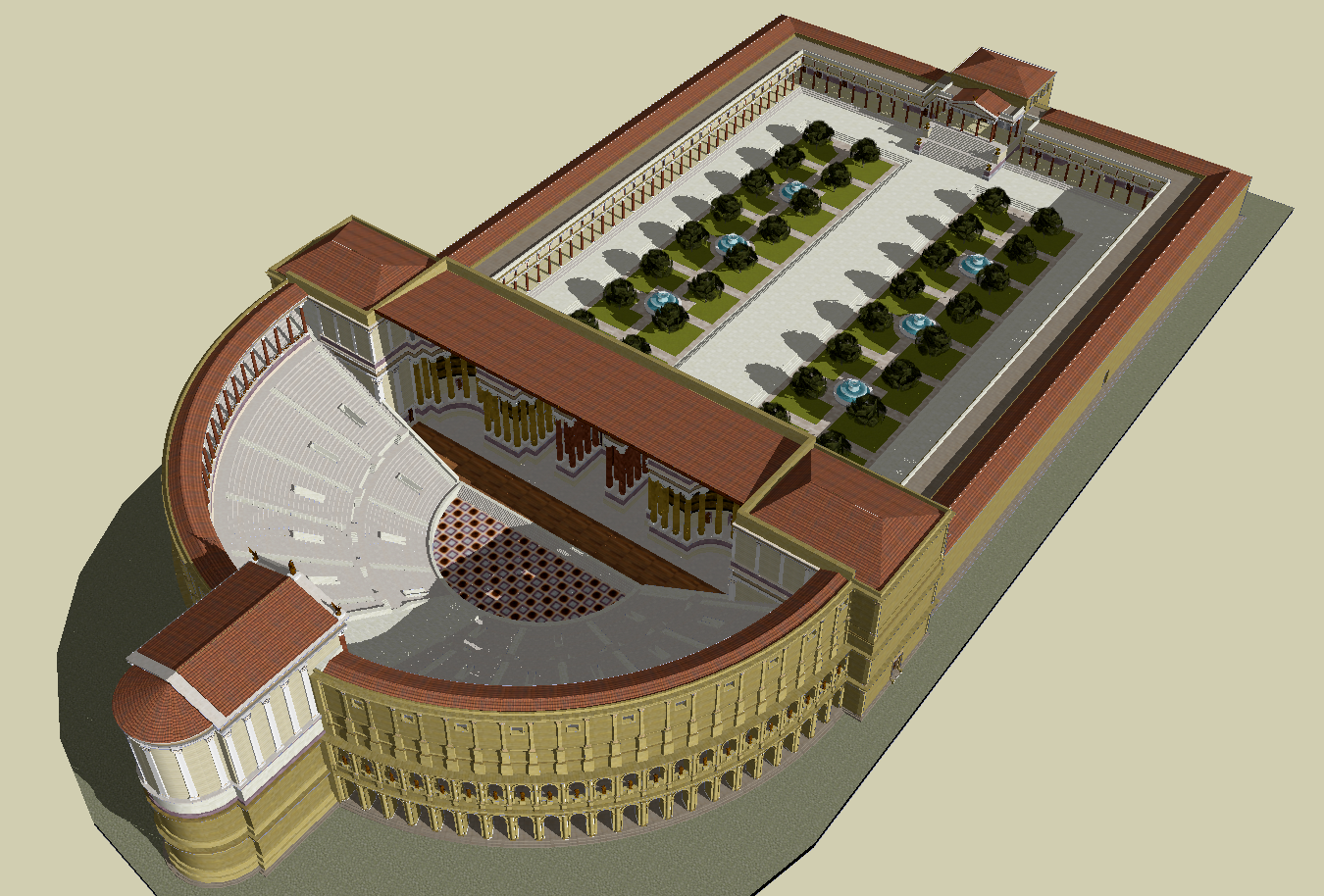

龐培門廊（Porticus of Pompey）是古羅馬時期的一座建築，位於龐貝劇場後方。這座建築竣工於西元前62年。 